# Empecta perroti
Empecta perroti är en skalbaggsart som beskrevs av Dewailly 1950. Empecta perroti ingår i släktet Empecta och familjen Melolonthidae. Inga underarter finns listade i Catalogue of Life.